# Ricardo Portela
Ricardo Emilio Avelino Portela Bouzas, más conocido como Ricardo Portela (Viascón, 4 de noviembre de 1920 - Pontevedra, 24 de marzo de 1992) o el gaiteiro de Viascón, fue un gaitero gallego.

## Trayectoria
Ricardo Portela provenía de una familia de músicos. Su padre era Emilio Portela, gaitero y acordeonista, su madre era Adoración Bouzas. Tuvo tres hermanos, Alba y Xesús y Xosé, estos últimos también músicos. A los 12 años se trasladó con su familia a Vigo, donde recibió clases de gaita de Xosé Oliveira Blanco, O Moreno de Lavadores. Con la llegada de la guerra civil, su maestro marchó al frente y el padre de Ricardo fue amenazado de muerte por los falangistas .
En 1939 ingresó en el servicio militar, durante el cual pasó por los cuarteles de Vigo, Lérida, La Coruña, Tárrega, Mataró, Granollers, nuevamente Mataró y Pontevedra. En Mataró sufrió el robo de la gaita construida por Antonio Represas que su padre le había regalado en 1935. Terminó su servicio en 1945. 
En 1944 se casó con Osita Laredo, con quien tuvo a su hija Rosa. Posteriormente se trasladaron a Lugo. En ese entonces se desempeñaba como protésico dental.
Después de 13 años sin tocar la gaita, al no encontrar una de similar calidad a la que le habían robado, Portela conoció a Antonio Fernández, quien tenía unas de ébano que habían pertenecido a Faustino Santalices. A través de Antonio Fernández, Portela conoció a un artesano lucense que siguió las directrices de Santalices, encargándole dos gaitas afinadas en Do, con los que tocó entre 1955 y 1979.
Debido a problemas económicos, en 1955 emigró a Venezuela, donde trabajó en el Laboratorio Dental Estomatológico de Caracas y fundó la Escuela de Gaita del Hogar Gallego de Caracas. En Venezuela estableció contacto con migrantes gallegos de tendencia republicana. A su regreso en 1959 se estableció en Pontevedra como protésico dental y posteriormente como celador en el Hospital de Montecelo. Comienza entonces a ensayar con su hermano Jesús y se presentan como Os Irmáns Portela en el concurso de gaitas de Vigo, con Henrique Otero como percusionista.
En 1979 escuchó una gaita fabricada por Xosé Seivane que le recordó a la que le habían robado. Con un instrumento fabricado por Seivane y los otros dos dejó constancia de su legado musical.
Su primer disco es de 1968, realizado junto a su hermano Xesús y tres percusionistas vigueses. En 1980 aparece Festa en Viascón, que le daría un gran reconocimiento en el ámbito de la gaita.
Portela llegó a jugar a la Universidad de Santiago, por iniciativa de Filgueira Valverde en 1985. Participó en Instrumentos musicalis galegos (Sonifolk, 1997), un doble CD con fines didácticos, donde interpreta, con gaita en do brillante, "Muiñeira de Sampaio" acompañado por Wenceslao Cabezas del Toro, Polo, a la pandereta.  Su último disco, Alborada en Cotobade, apareció en 1990.
En 1988 impulsó la creación de la Asociación de Gaiteros Gallegos, organización en la que presidió la junta fundadora y de la que fue nombrado presidente de honor.
En los últimos años sufrió una angina de pecho y los médicos le recomendaron que abandonara la música debido al esfuerzo que le significaba tocar la gaita. Sus amigos idearon un sistema para que le resultara más fácil soplar y él continuó tocando regularmente. Aunque había dicho que quería morir tocando la gaita, no pudo ser. Falleció de un infarto en el Hospital Montecelo de Pontevedra. 

### Memoria

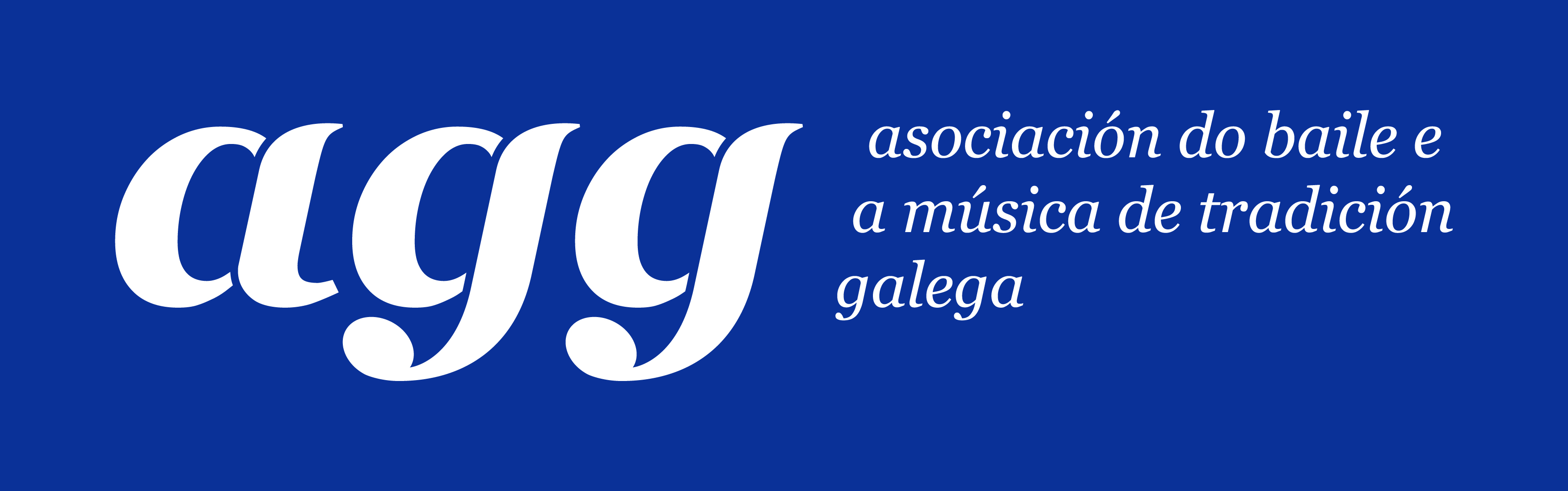
Logotipo de Asociación de Gaiteiros Galegos. De la cual Portela fue fundador y presidente honorario.

Ricardo Portela es considerado uno de los grandes gaiteros tradicionales,y fue un gran defensor de la dignidad del instrumento alejándose de los círculos oficiales que lo relegaban a un instrumento de entretenimiento y exhibición patriótica, como una curiosidad exótica, pintoresca, de un indigenismo inocuo. En su memoria, el Ayuntamiento de Pontevedra organiza desde el año 2000 el “Memorial Ricardo Portela e Irmáns Pichel”, una competición con participantes de toda Galicia en la modalidad cerrada de solo.
En 2020, centenario de su nacimiento, el Consejo de la Cultura Gallega publicó el libro: Ricardo Portela, de gaitero a gaitero, obra del gaitero Carlos Núñez. En esta obra, además de la biografía y el repertorio de Portela, se analiza en detalle su estilo y su técnica interpretativa.

## Discografía
- Irmáns Portela (1968)
- Festa en Viascón (1980)
- Alborada en Cotobade (1990)

### Presencia en compilaciones
- Galiza a José Afonso (1985, "Muiñeira de Farruco");
- Instrumentos musicais populares galegos (1987, "Muiñeira de Pontesampaio");
- Galicia. Música Tradicional (1993, "Pasarrúas");

### Álbumes de tributo
- Foliada nas Rías Baixas (2008)